# Gropenborn
Der Gropenborn ist ein Nebenfluss der Sieber, nordöstlich von Sieber im Landkreis Göttingen in Niedersachsen. Er entspringt auf über 560 m Höhe und fließt meist in Richtung Nordwesten, wobei er vom Gropenbornskopf von der Sieber getrennt wird. Nach knapp 2 km Flusslauf mündet er schließlich auf einer Höhe von unter 340 m in Sieber in die Sieber.
Der naturnahe Gropenborn ist ein Fließgewässer der Güteklasse I-II. Dominierende Organismusgruppe sind Köcherfliegen mit 12 Arten.